# Kanton Saint-Héand
Saint-Héand is een voormalig kanton van het Franse departement Loire. Het kanton maakte deel uit van het arrondissement Saint-Étienne. Het werd opgeheven bij decreet van 26 februari 2014 met uitwerking in 2015.

## Gemeenten
Het kanton Saint-Héand omvatte de volgende gemeenten:
- L'Étrat
- Fontanès
- La Fouillouse
- Marcenod
- Saint-Christo-en-Jarez
- Saint-Héand (hoofdplaats)
- Sorbiers
- La Talaudière
- La Tour-en-Jarez